# داریو اسوگو
داریو اسوگو (انگلیسی: Dário Essugo؛ زادهٔ ۱۴ مارس ۲۰۰۵)بازیکن فوتبال اهل پرتغال است که در پست هافبک برای باشگاه فوتبال چلسی در لیگ برتر فوتبال انگلستان بازی می‌کند.
وی همچنین در تیم‌های ملی فوتبال زیر ۱۵ سال پرتغال، زیر ۱۶ سال پرتغال، زیر ۱۸ سال پرتغال، و زیر ۱۹ سال پرتغال بازی کرده‌است.

## افتخارات
اسپورتینگ
- لیگ برتر فوتبال پرتغال: ۲۱–۲۰۲۰,[۲] 2023–24,[۳] 2024–25[۴]

چلسی
- جام جهانی باشگاه‌ها: ۲۰۲۵[۵]